# Renancentrum
× Renancentrum, (abreviado Rhctm) en el comercio, es un híbrido intergenérico entre los géneros de orquídeas Ascocentrum × Renanthera. Fue publicado en Orchid Rev. 70(831) noh: 3 (1962).